# Црква Светог Ђурђа у Кричкама
Црква Светог Георгија (Ђурђа) у Кричкама је српска православна црква у насељу Кричке код Дрниша у Далмацији, Република Хрватска. Једна је од најстаријих православних цркава Дрнишке Крајине. Мањих је димензија, изграђена од камена, што одаје утисак њене старости. Црква са гробљем је смјештена на једном узвишењу у Петровом пољу, подаље од сеоских кућа. Вјероватно је подигнута на мјесту неке старе хришћанске цркве.

## Опис цркве
Црква Св. Ђурђа је окружена ограђеним гробљем и смјештена је на узвишењу „Ђурђевој главици”, код Доњих Кричака. У архитектонском погледу то је једнобродна црква са звоником на преслицу који се налази на прочељу. На звонику се налазе два звона. Фасада цркве је од голог бијелог камена, док је кров прекривен црвеним црјеповима. Садашњи изглед црква је добила 1987. године када је у цјелини обновљена. Обнављана је и 1931. године након пожара.
Изнад врата се налази као цвијет орнаментирани округли прозорчић, тзв. „прозорска ружа”. У зид цркве је приликом обнове уграђено 6 орнаменталних плочица. То су уломци плутеја и другог црквеног намјештаја из старохришћанског периода, који се налазио на мјесту данашње цркве.
Црква је окружена шумарком, тако да није видљива из даљине, иако се налази на узвишењу у пољу. До ње води асфалтирани пут (Црквени пут), који се одваја од главне цесте кроз Кричке (Дрниш — Сплит).

## Опис гробља
Православно гробље окружује цркву и ограђено је новијим каменим зидом. Раније се ограда састојала само од наслаганог камења и није у потпуности окруживала гробље. Од главне капије стаза води до цркве. Постоји и споредни улаз са паркинга. Унутар гробља се налази много зимзеленог дрвећа, углавном чемпреса и борова, које се из даљине види као густ шумарак. На улазу у гробље с десне стране се налази мртвачница.
Гробље има велики број породичних гробница и старих гробова обиљежених каменим крстовима. Стари камени крстови на гробним хумкама се налазе углавном ближе цркви. На њима су уклесана имена ћирилицом и године, али се због старости тешко могу прочитати. Гробнице су једноставне, четвртасте, прекривене украсним каменом или још недовршене. На неким гробницама се могу наћи и латинични натписи, углавном урађени након посљедњег рата, због недостатка православних каменорезаца. Међу гробним хумкама и гробницама се истиче камени саркофаг сеоског видовњака Михајла Кричкића, познатог као Луди Миле из приповјетке Ивана Мештровића, који је такође израдио његов портрет и скулптуру.

## Историја цркве и гробља
Иако се према подацима Српске православне цркве, наводи да је изграђена 1744. године, у неким католичким изворима се помиње и раније. Тако је бискупов делегат Добројевић 1738. године походио православне цркве Дрнишке Крајине, а међу њима и цркву светог Ђурђа у Кричкама, гдје га је примио парох Димитрије Кричка. Том приликом је посјетио и цркву светог Јована у Баљцима, са парохом Теодором Кричком.
Могуће је да се историја цркве протеже далеко у прошлост. На подручју Дрнишког краја (средњовјековне Лудрумске епископије ) пронађено је више дијелова камених олтарних преграда, остатака ранохришћанских и раносредњовјековних цркава. Такве олтарне преграде узидане су и у савремену цркву св. Ђурђа, па се претпоставља да се на том мјесту такође налазио један старохришћански објекат .
Црква је остала нетакнута током ратова у 20. вијеку, а обнављана је 1931. (након пожара) и 1987. године. Стари парохијски дом (братска кућа) поред цркве, запаљен је у Другом свјетском рату, а 1973. године је изграђен нови, уз главну цесту у засеоку Попци. Срушен је у рату 1995. године. Вишегодишњи радови на огради гробља, које окружује цркву, завршени су 2010. године.

## Парохија
Парохија Кричке је од давнина, осим Кричака, обухватала и заселак Лунићи у Ружићу, те Милаковиће и Вукашине на Мосећу. Православни вјерници ових села су сахрањивани на гробљу цркве светог Ђурђа.
У Кричкама су најстарији пароси били из старе свештеничке породице Кричка. Први познати је био Димитрије. Помиње се 1727, 1738. и у једном документу из 1759. године (петровопољски парох).
Посљедњи из ове лозе је био Петар, који је избачен из парохије 1831, што је довело до његовог преласка у унијате и зачетка унијатства у Далмацији. Један дио православних вјерника ове парохије је прешао у унијатство, али су се њихови потомци касније већином вратили православљу. Петар Кричка је служио у цркви 12 година, а насљедио је свог оца Јакова.
На мјесто пароха је 1831. доведен Григорије Радуловић, који је у тешким временима унијаћења, био хапшен од стране власти и добијао наредбе да брише поунијаћене вјернике из православних матичних књига. Према шематизму из 1840. године, свештеник у кричанској цркви је био Стефан Видосављевић, а парохија је обухватала 400 вјерника. Године 1912, Никола Кречак је био парох за 826 вјерника. По шематизму из 1924, парохија је имала 725 вјерника, без постављеног свештеника. Пред Други свјетски рат и током њега, парох је био Јован Сунајко. За вријеме пароха Бошка Матића је 1973. изграђен парохијски дом, а раније и капела свете Недјеље у Горњим Кричкама. Посљедњи кричански парох са сталним боравиштем у парохији био је Миладин Јовић, од 1992. до 1995. Данас у Кричкама служи поп Здравко Тепић из парохије Биочић, због малог броја преосталих вјерника из Кричака, након посљедњег рата.